# Distretto di Huanza
Il distretto di Huanza è uno dei trentadue distretti della provincia di Huarochirí, in Perù. Si trova nella regione di Lima e si estende su una superficie di 227,01 chilometri quadrati.
Istituito il 8 giugno 1959, ha per capitale la città di Huanza.